# Хираёси, Такэкуни
Такэкуни Хираёси (яп. 平吉 毅州, 10 июля 1936, Кобе, Япония — 28 мая 1998) — японский композитор, работавший в сфере академической музыки.
В 1961 году окончил музыкальный факультет Токийского университета искусств. В 1969 году получил премию «Отака». Впоследствии он читал лекции в Токийском университете искусств, был профессором в музыкальной школе Toho Gakuen School of Music и в Университете искусств префектуры Окинава. В последние годы жизни сочинял фортепьянные композиции для детей.
Автор музыки к полнометражному аниме «Принцесса подводного царства» (1975).